# 福雷德广场

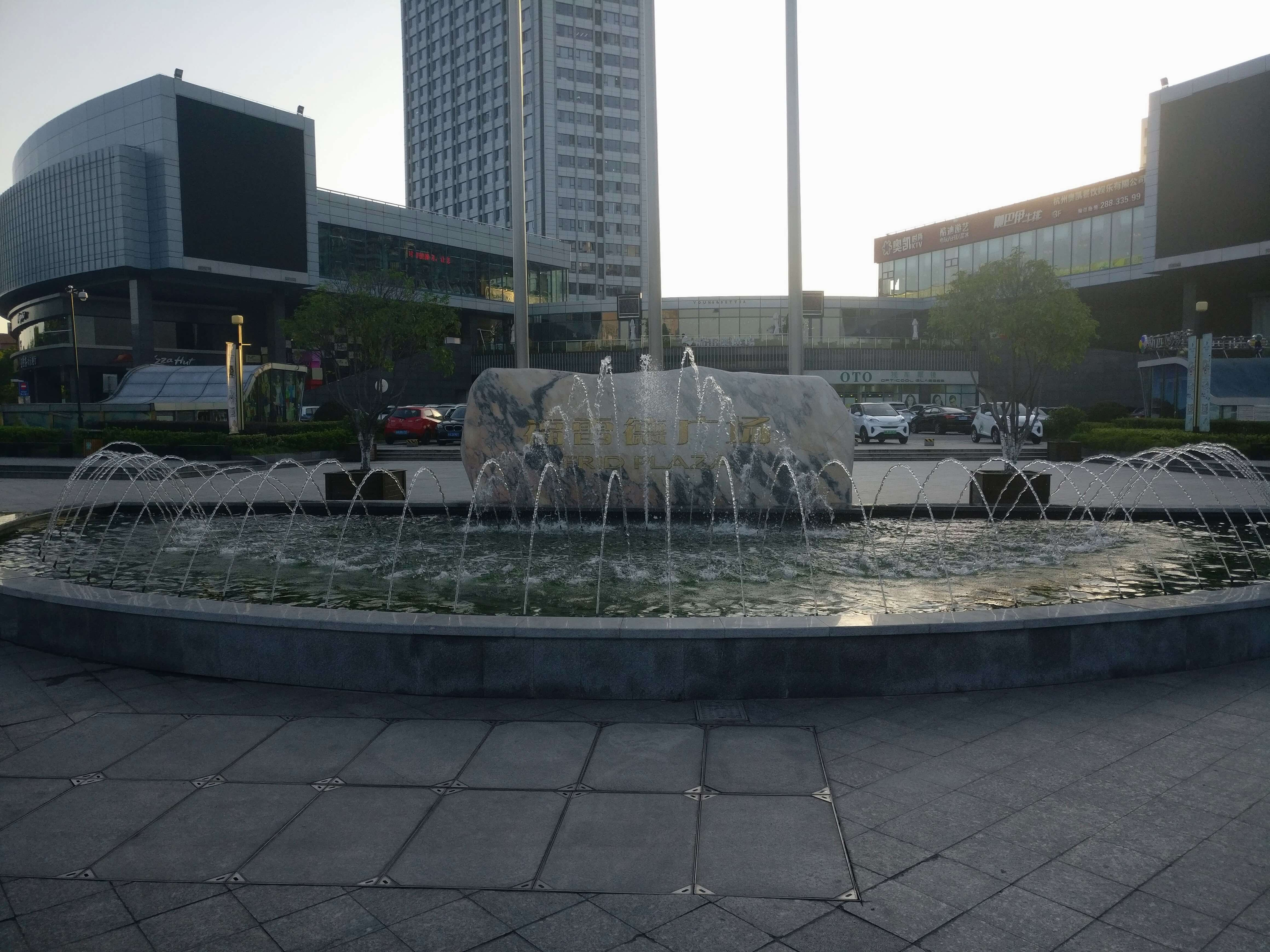
福雷德广场喷泉

福雷德广场位于杭州下沙高教园区文泽路与学林街交叉口西北侧，是一个集商场、高层公寓于一体的大型居住与购物区。由福雷德（杭州）置业发展有限公司（隶属于澳大利亚(FRID)投资发展公司）开发，2011年建成投入使用。

## 简介
项目由澳大利亚设计师罗伯特·高担任总设计。项目景观由澳洲高级环境设计大师芙莉斯蒂女士策划。广场集居住、休闲、购物、娱乐和商务为一体，占地面积5.6万平米，总建筑面积19万平米，其中地下5.3万平方米，商务休闲面积6.4万平米。杭州电子科技大学、浙江传媒学院、休闲公园环绕在其四周，是下沙目前规模最大、功能最全、单体最高、建筑风格最现代化的建筑。 